# Sinan Oğan
Sinan Oğan (Iğdır, 1 de septiembre de 1967) es un político turco que se desempeñó como miembro del Asamblea Nacional de 2011 a 2015, por el Partido de Acción Nacionalista (MHP) de extrema derecha. Fue candidato presidencial de la Alianza Ancestral para las elecciones presidenciales turcas de 2023, donde obtuvo alrededor del 5,2% de los votos.

## Biografía
Oğan nació el 1 de septiembre de 1967 en Iğdır, Turquía, en una familia de origen azerbaiyano. Se graduó del Departamento de Administración de la Universidad de Marmara en 1989. De 1993 a 2000, Oğan trabajó como vicedecano de la Universidad Estatal de Economía de Azerbaiyán. De 1994 a 1998, también se desempeñó como representante de la Agencia Turca de Desarrollo y Cooperación Internacional (TİKA) del Ministerio de Relaciones Exteriores de Turquía en una misión adicional.
En 2000, regresó a Turquía y comenzó a trabajar en el Centro de Estudios Estratégicos de Eurasia en la región del Cáucaso. Sentó las bases del Centro de Relaciones Internacionales y Análisis Estratégico TURKSAM. Los libros de Oğan incluyen "Azerbaiyán", publicado por Turkic World Research Foundation Publications en 1992, "Política y oligarquía" publicado en Rusia en 2003 y "Revoluciones naranjas" publicado en 2006. También ha publicado más de 500 artículos y análisis. En 2009, Oğan obtuvo un doctorado en relaciones internacionales y ciencias políticas del Instituto Estatal de Relaciones Internacionales de Moscú.
Fue elegido diputado de Iğdır por el Partido de Acción Nacionalista en las elecciones generales turcas de 2011. Fue miembro de los Grupos Parlamentarios de Amistad Turquía-Albania y Turquía-Níger, y Secretario General del Grupo Parlamentario de Amistad Turquía-Azerbaiyán.
Fue expulsado del Partido de Acción Nacionalista el 26 de agosto de 2015, pero ganó una demanda y volvió al partido, solo para ser expulsado nuevamente el 2 de noviembre de 2015.
Fue nominado como candidato de la Alianza Ancestral para las elecciones presidenciales turcas de 2023, adquiriendo las 100.000 firmas necesarias para presentarse el 26 de marzo de 2023.